# Cool Girl
Cool Girl (Girl) ist ein US-amerikanisches Filmdrama von Jonathan Kahn aus dem Jahr 1998. Das Drehbuch schrieb David E. Tolchinsky nach einem Roman von Blake Nelson.

## Handlung
Andrea Marr beendete gerade die High School und wurde an einer Eliteuniversität aufgenommen. Sie beschließt, in den Ferien vor dem Studium möglichst viele Lebenserfahrungen zu sammeln. Marr findet Todd Sparrow, den Sänger einer Musikgruppe aus derselben Stadt, attraktiv. Sie und ihre Freunde fahren in eine weit entfernte Stadt, wo die Band gerade auftritt. Obwohl sie stundenlang im Regen stehen, werden sie nicht in das Konzert reingelassen.
Später wird Marr Groupie der Band und Freundin von Sparrow. Die anderen Mädchen beneiden sie. Nach einiger Zeit geht die Beziehung mit Sparrow in die Brüche.
An einem der letzten Abende Marrs in der Heimatstadt outet sich eine Freundin von Andrea als eine Lesbe. Die Mädchen küssen sich. Die Off-Stimme Marrs sagt, sie sei sich sicher, dass sie nicht lesbisch sei – genauso wie ihre Freundin mit Sicherheit lesbisch sei. Am selben Abend bekommt Andrea unerwarteten Besuch von Todd, der sich bei ihr – wie ein Freund – aussprechen will.
Der Film endet damit, dass Marr in einem Auto in die Stadt fährt, in der sie studieren soll.

## Kritiken
„Ein mit viel mitreißender Musik aus der authentischen Grunge- und Punkszene Portlands angereicherter Blick auf die Probleme, Sorgen und Selbstfindungsversuche Jugendlicher. Ebenso amüsant wie atmosphärisch genau beobachtet der Film das Teenager-Leben der so genannten Prä-Dot.com-Generation der späten 90er-Jahre.“

## Auszeichnungen
Jonathan Kahn gewann im Jahr 1999 einen Sonderpreis der Jury des Florida Film Festivals.